# 오펠리아 (프로게이머)
오펠리아(본명: 백진성, 2003년 2월 5일 ~ )는 대한민국의 리그 오브 레전드 프로게이머로 포지션은 미드라이너이다. 아이디는 Ophelia이며 현재 레인보우 세븐 소속이다.

## 선수 생활
2021시즌을 앞두고 Gen.G에 입단하면서 프로 커리어를 시작했다. 2021 스프링시즌을 마치고 퇴단했다.
2021 서머시즌을 앞두고 레인보우 세븐에 입단했다.

## 소속팀
| # | 팀명          | 소속 기간             | 소속 리그 | 비고 |
| - | ------------- | --------------------- | --------- | ---- |
| 1 | Gen.G         | 2020.12.16~2022.05.17 | LCK       |      |
| 2 | 레인보우 세븐 | 2022.05.18~           | LLA       |      |

## 주요 성적
- 2020년 대통령배 전국 아마추어 e스포츠 대회 준우승
- 2021 LCK 챌린저스 리그 서머 우승